# Барабинський степ

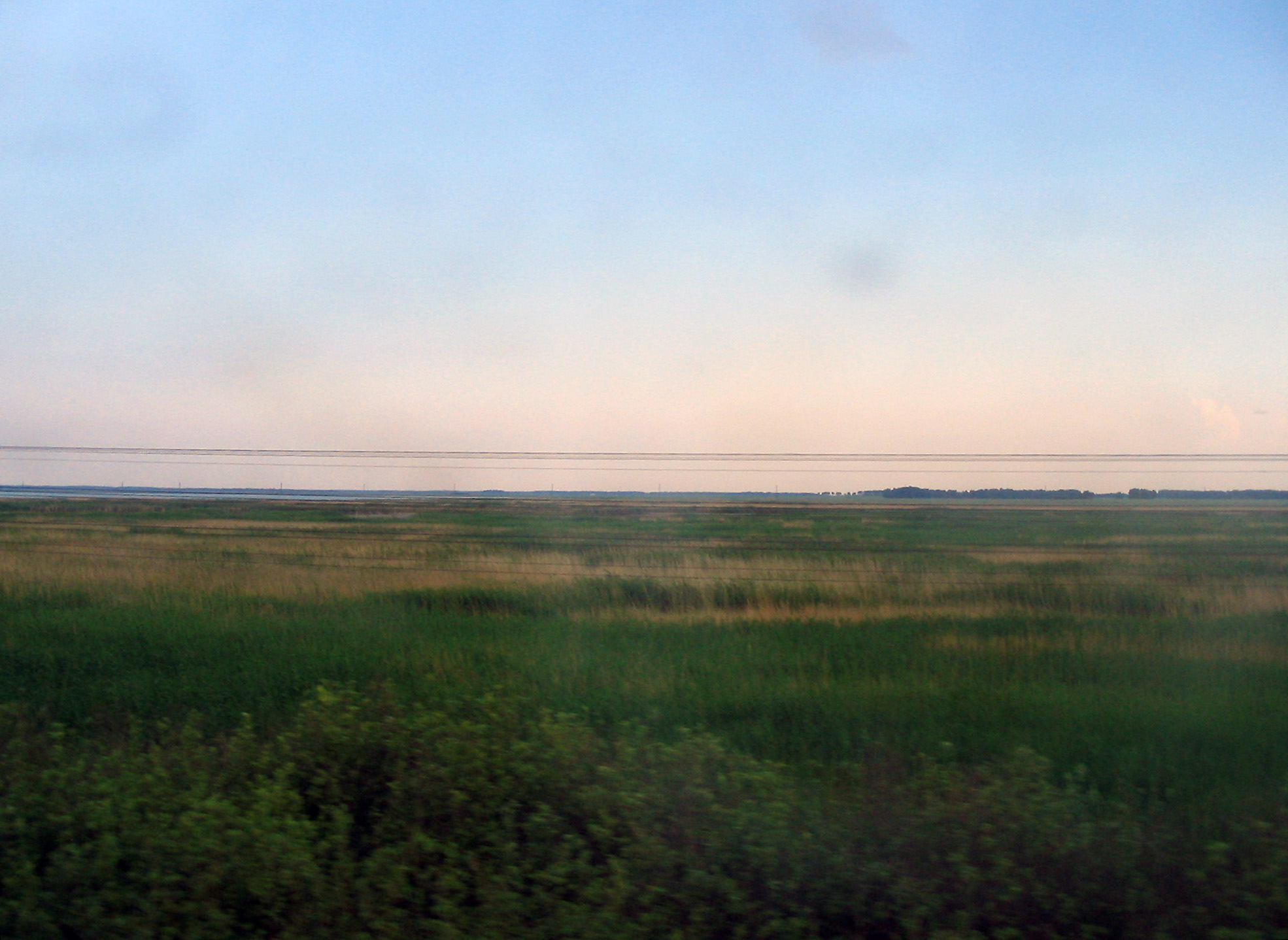
Бара́бинський степ як його можна побачити з потягу Транссибірської залізниці.

Бара́бинський степ, Барабинська низовина, Бараба — лісостепова рівнина на півдні Західного Сибіру, в межиріччі Обі та Іртиша, в межах Новосибірської і Омської області Росії. Площа близько 117 тисяч км². Рельєф злегка покритий пагорбами, висота 100—150 м, в південній половині виражені паралельні підвищення — «гриви». Гриви зайняті луковими степами, різнотравними луками і березовими колками на чорноземах, солонцях і сірих лісових ґрунтах; у пониженнях між ними — прісні і солоні озера — понад 2 000 (найбільші Чани, Убінське, Сартлан, Тандово і інші), сфагнові болота, займища і солончакові луки.
Барабинський степ — найважливіший район молочного тваринництва, олійництва і землеробства Західного Сибіру. Великі площі земель розорані; ведуться меліоративні роботи з осушення боліт і поліпшення лукових угідь.